# Association ibéro-américaine d'athlétisme
L'Association ibéro-américaine d'athlétisme (en espagnol : Asociación Iberoamericana de Atletismo (AIA), est une organisation internationale réunissant les fédérations d'athlétisme des pays de la zone Ibéro-Amérique, ainsi que l'Espagne, le Portugal et les nations hispanophones et lusophones d'Afrique. Elle est notamment chargée de l'organisation des Championnats ibéro-américains d'athlétisme.

## Histoire
L'Asociación Iberoamericana de Atletismo est fondée le 14 septembre 1982 à Madrid en Espagne, dans le but de promouvoir l'athlétisme dans les pays hispanophones et lusophones. Les membres fondateurs sont le Portugal, l'Espagne, et vingt pays d'Amérique latine,.
En septembre 1983,, puis tous les deux ans à partir de 1986, l'AIA organise les Championnats ibéro-américains d'athlétisme,.
En 1996 l'AIA s'est étendue à six pays africains, suivis d'Andorre en 2005 et d'Aruba en 2012.

## Organisation

### Présidents
Le premier président de la fédération fut l'Espagnol Juan Manuel de Hoz, président de la Fédération royale espagnole d'athlétisme, qui restera à la tête de l'AIA jusqu'à sa mort en 2008.
Le Brésilien Roberto Gesta de Melo lui succède en 2009,. Il est réélu en 2014.
Le président actuel est le Péruvien Óscar Fernández, ancien sprinteur, élu en 2018, et réélu en 2022 pour la période 2023-2026.
| Président             | Pays    | Période   |
| --------------------- | ------- | --------- |
| Juan Manuel de Hoz    | Espagne | 1982-2008 |
| Roberto Gesta de Melo | Brésil  | 2009-2018 |
| Óscar Fernández       | Pérou   | 2018-2026 |

### Structure
Le conseil d'administration est composé de quatre vice-présidents, représentant les zones Amérique centrale et Caraïbes, Afrique, Europe et Amérique du Sud.
L'assemblée annuelle a lieu chaque été en présence des représentants des trente pays membres.

## Fédérations membres
Trente fédérations nationales d'athlétisme sont membres de l'AIA.
| Pays                   | Organisation                                       |
| ---------------------- | -------------------------------------------------- |
| Europe (3)             |                                                    |
| Andorre                | Federació Andorrana d'Atletisme                    |
| Portugal               | Fédération portugaise d'athlétisme                 |
| Espagne                | Fédération royale espagnole d'athlétisme           |
| Afrique (6)            |                                                    |
| Angola                 | Federação Angolana de Atletismo                    |
| Cap-Vert               | Federação Caboverdiana de Atletismo                |
| Guinée équatoriale     | Federación Ecuatoguineana de Atletismo             |
| Guinée-Bissau          | Federação de Atletismo da Guiné-Bissau             |
| Sao Tomé-et-Principe   | Federação Santomense de Atletismo                  |
| Mozambique             | Federação Moçambicana de Atletismo                 |
| Amérique du Nord (1)   |                                                    |
| Mexique                | Fédération mexicaine des associations d'athlétisme |
| Amérique centrale (6)  |                                                    |
| Costa Rica             | Fédération costaricienne d'athlétisme              |
| Salvador               | Federación Salvadoreña de Atletismo                |
| Guatemala              | Federación Nacional de Atletismo de Guatemala      |
| Honduras               | Federación Nacional Hondureña de Atletismo         |
| Nicaragua              | Federación Nicaragüense de Atletismo               |
| Panama                 | Federación Panameña de Atletismo                   |
| Caraïbes (4)           |                                                    |
| Aruba                  | Arubaanse Atletiek Bond                            |
| Cuba                   | Fédération cubaine d'athlétisme                    |
| République dominicaine | Federación Dominicana de Asociaciones de Atletismo |
| Porto Rico             | Federación de Atletismo de Puerto Rico             |
| Amérique du Sud (10)   |                                                    |
| Argentine              | Confederación Argentina de Atletismo               |
| Bolivie                | Federación Atlética de Bolivia                     |
| Brésil                 | Confédération brésilienne d'athlétisme             |
| Chili                  | Federación Atlética de Chile                       |
| Colombie               | Federación Colombiana de Atletismo                 |
| Équateur               | Federación Ecuatoriana de Atletismo                |
| Paraguay               | Federación Paraguaya de Atletismo                  |
| Pérou                  | Federación Deportiva Peruana de Atletismo          |
| Uruguay                | Confederación Atlética del Uruguay                 |
| Venezuela              | Federación Venezolana de Atletismo                 |